# (3654) AAS
(3654) AAS (1949 QH1) est un astéroïde de la ceinture principale, découvert le 21 août 1949 à l'observatoire Goethe Link près de Brooklyn, dans l'Indiana. L'astéroïde a une magnitude absolue de 14,3.
Il tire son nom de l'Union américaine d'astronomie (American Astronomical Society en anglais).